# Gieorgij Atarbekow
Gieorgij Atarbekow (ros. Георгий Александрович Атарбеков, pierwotne nazwisko Gework Atarbekian, ur. 2 grudnia 1892 w Eczmiadzynie, zm. 22 marca 1925 koło Tbilisi) – bolszewik ormiańskiego pochodzenia, oficer Czeki.
W 1908 wstąpił do Socjaldemokratycznej Partii Robotniczej Rosji, 1910-1911 studiował na wydziale prawnym Uniwersytetu Moskiewskiego, 1911 aresztowany i zwolniony, 1917 członek komitetu SDPRR(b) w Suchumi i okręgowego komitetu wojskowo-rewolucyjnego w Suchumi. W 1918 wstąpił do północnokaukaskiej Czeki i brał udział w walkach z „białymi” Rosjanami i z muzułmańskimi powstańcami w tym regionie. Od lipca do listopada 1918 zastępca przewodniczącego, a od listopada do 3 grudnia 1918 przewodniczący Północnokaukaskiej Obwodowej Czeki. Szef Wydziału Specjalnego 11 Armii, od 27 lutego do 10 marca 1919 przewodniczący gubernialnej Czeki w Astrachaniu, od lutego do 13 marca 1919 szef Wydziału Specjalnego Czeki Frontu Kaspijsko-Kaukaskiego, od 10 marca do 27 lipca 1919 szef Wydziału Specjalnego Czeki 11 Armii i Kraju Astrachańskiego/Astrachańskiego Rejonu Południowej Grupy Wojsk Frontu Wschodniego. Przewodniczący Wojskowego Trybunału Rewolucyjnego Frontu Południowego, w 1920 szef Wydziału Specjalnego Czeki 9 Armii i pełnomocnik Czeki przy Radzie Komisarzy Ludowych RFSRR w Obwodzie Kubańsko-Czarnomorskim i w Baku. W 1921 był przewodniczącym Komitetu Rewolucyjnego (Rewkomu) w północnej Armenii, a 1922-1923 ludowym komisarzem poczt i telegrafu ZFSRR. Według Donalda Rayfielda był nazywany „ulubionym zabójcą Stalina z Kaukazu”. Organizował masowe zabójstwa w Piatigorsku i Armawirze; z karabinu maszynowego zastrzelił wszystkich pasażerów pociągu, którymi byli gruzińscy lekarze i pielęgniarki wracający z Rosji do Gruzji, w Piatigorsku zarąbał szablą setkę zakładników, w swoim gabinecie zabił własną sekretarkę, a w Armawirze zabił kilka tysięcy osób.
Zginął w katastrofie lotniczej wraz z Solomonem Mogilewskim i Aleksandrem Miasnikowem w drodze na konferencję do Suchumi. Według jednej z wersji katastrofę spowodowali gruzińscy piloci chcąc zemścić się za stłumienie powstania sierpniowego w Gruzji w 1924, według innej katastrofę zaaranżował Ławrientij Beria.